# Municipio de Lake Hamilton
El municipio de Lake Hamilton (en inglés: Lake Hamilton Township) es un municipio ubicado en el condado de Garland en el estado estadounidense de Arkansas. En el año 2010 tenía una población de 20534 habitantes y una densidad poblacional de 91,43 personas por km².

## Geografía
El municipio de Lake Hamilton se encuentra ubicado en las coordenadas 34°25′52″N 93°5′11″O / 34.43111, -93.08639. Según la Oficina del Censo de los Estados Unidos, el municipio tiene una superficie total de 224.6 km², de la cual 204.19 km² corresponden a tierra firme y (9.08%) 20.4 km² es agua.

## Demografía
Según el censo de 2010, había 20534 personas residiendo en el municipio de Lake Hamilton. La densidad de población era de 91,43 hab./km². De los 20534 habitantes, el municipio de Lake Hamilton estaba compuesto por el 92.79% blancos, el 2.56% eran afroamericanos, el 0.6% eran amerindios, el 0.76% eran asiáticos, el 0.06% eran isleños del Pacífico, el 1.2% eran de otras razas y el 2.03% pertenecían a dos o más razas. Del total de la población el 3.22% eran hispanos o latinos de cualquier raza.